# Gulnäbbad lira
Gulnäbbad lira (Calonectris borealis) är en havsfågel i familjen liror som förekommer i Atlanten. Den hör samman med diomedeslira (Calonectris diomedea) och större kapverdelira, ett komplex som länge behandlats som en art, som då bar trivialnamnet "gulnäbbad lira". Att utanför häckningstid skilja på gulnäbbad lira och diomedeslira i fält kan vara mycket svårt och är inte alltid möjligt.

## Utseende
Gulnäbbad lira är en stor lira, ungefär som en silltrut, och mäter 48–56 centimeter. Den har långa vingar med en vingbredd på 112…126 centimeter som är karakteristiskt vinklade där armen går snett framåt och handen snett bakåt, vilket gör att karpalleden är väl markerad. Handen är också proportionellt större än hos större lira (Puffinus gravis). Den håller vingen lätt eller tydligt kupad. Den har ett ganska stort och runt huvud med en proportionellt stor, ljusgul näbb med ett svart band nära näbbspetsen. Att den har ljus näbb kan ofta ses på mycket långt avstånd.

### Morfologiska skillnader inom komplexet "gulnäbbad lira"
Gulnäbbad lira är den största arten och har en grövre och gulare näbb än diomedesliran. Den senare är mindre till storleken har en smalare, gråare näbb, ljusare huvud och mindre svart på handens vingundersida. Överlappning mellan arterna vad gäller storlek och även mängden vitt på vingundersidan av handen förekommer dock. Gulnäbbad lira saknar dock vita tungor på undersidan av de tre yttersta handpennorna till skillnad från diomedeslira, vilket är det säkraste särskiljande kriteriet mellan de båda arterna i fält. Större kapverdelira skiljer sig från de båda andra i storlek, form, färg och läte. Den är mindre och smalare, har en mörkgrå näbb och mörkare ovan- och undersida än de båda andra arterna. Dess flykt liknar mer andra mindre lirors då den har stelare vingslag.
Ovansidan är gråbrun där handen oftast ter sig mörkare och huvudet är ljusgrått och saknar tydliga kontraster förutom en mörk ögontrakt. Stjärtspetsen är mörk och avgränsas av ett vitt band på övergumpen. Detta vita band är dock olika mycket tydligt hos olika fåglar till skillnad från exempelvis större lira där strecket är mycket tydligt. Den har grå bröstsida och undersidan är vit. Undersidan av stjärten och vingundersidorna ramas in av tydliga svarta kanter. 

### Flykt
Med undantag från diomedeslira skiljer sig den gulnäbbade lirans flykt då den är långsam och lugn i förhållande till andra liror och stormfågeln och den ser ut att, trots mycket hård vind, ha full kontroll över sin flykt. Till stora delar glidflyger den (även i lätt vind) med utsträckta vingar tätt utefter vattnet och bara sällan avbryts glidflykten av korta serier med lugna vingslag. Vingslagen är mjukare än hos många andra mindre liror vilket gör att den i flykten kan påminna om en ung trut.

### Läte
Vid skymning och gryning är den mycket högljudd vid sina kolonier. Den har rullande grodliknande läten och kråkkraxningar och även nasala gnälliga läten.

## Utbredning
Gulnäbbad lira häckar på klippöar i Atlanten kring Portugal och på Kanarieöarna, Madeira och Azorerna. De nordligaste häckningsplatserna ligger på Berlengaöarna utanför Portugal söder om 40°. Den har även konstaterats häcka i västra Medelhavet på Islas Columbretes utanför spanska Opresa och på den lilla ön Giraglia norr om Korsikas nordspets. En population i Almería tros även bestå av gulnäbbad lira. På sensommaren upplöses kolonierna. Den övervintrar i större delen av Atlanten, huvudsakligen kring uppvällningsområdena vid Benguela- och Agulhasströmmarna.

### Förekomst i Sverige
Både gulnäbbad lira och diomedeslira förekommer i svenska vatten. Individer ur komplexet "gulnäbbad lira" ses sällan men är i det närmaste årsvis, främst under perioden juni till oktober, kring Sveriges södra och västra kuster. Första rapporten är från Hönö i Bohuslän 8 oktober 1971. Endast ett fynd har bestämts till arten gulnäbbad lira i begränsad mening (15/8 2021 utanför Kullaberg i Skåne), men det bedöms som troligast att de allra flesta rör sig om gulnäbbad lira i begränsad mening.

## Systematik
Gulnäbbad lira bildar ett artkomplex tillsammans med större kapverdelira (C. edwardsi) och den i Medelhavet häckande diomedesliran (C. diomedea). Tidigare behandlades de som en och samma art, antingen alla tre eller diomedea och borealis. Studier har dock visat på skillnader i kärn-DNA som visar att de är reproduktivt isolerade. De skiljer sig även i mitokondrie-DNA, födosöksstrategier, läte och morfologi.

## Ekologi

### Häckning
Gulnäbbad lira häckar i kolonier och dess bo läggs direkt på marken, bland stenblock eller mer sällan i en håla. Den lägger ett vitt ägg som den uppsöker om natten för att ruva. Detta beteende tror man har utvecklats för att den i möjligaste mån ska undvika predation från främst trutar.

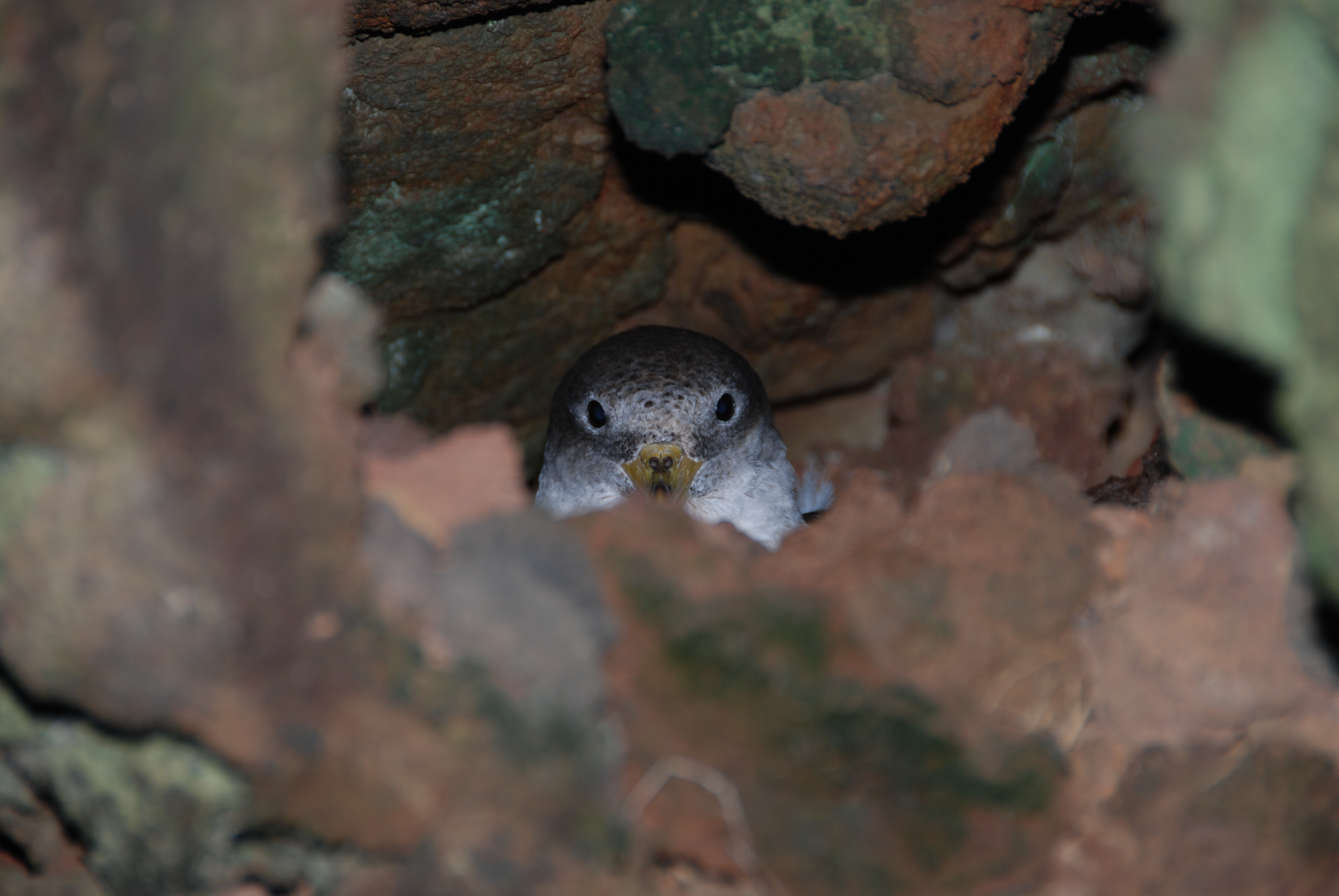
Häckande gulnäbbad lira på ön Pico i Azorerna.

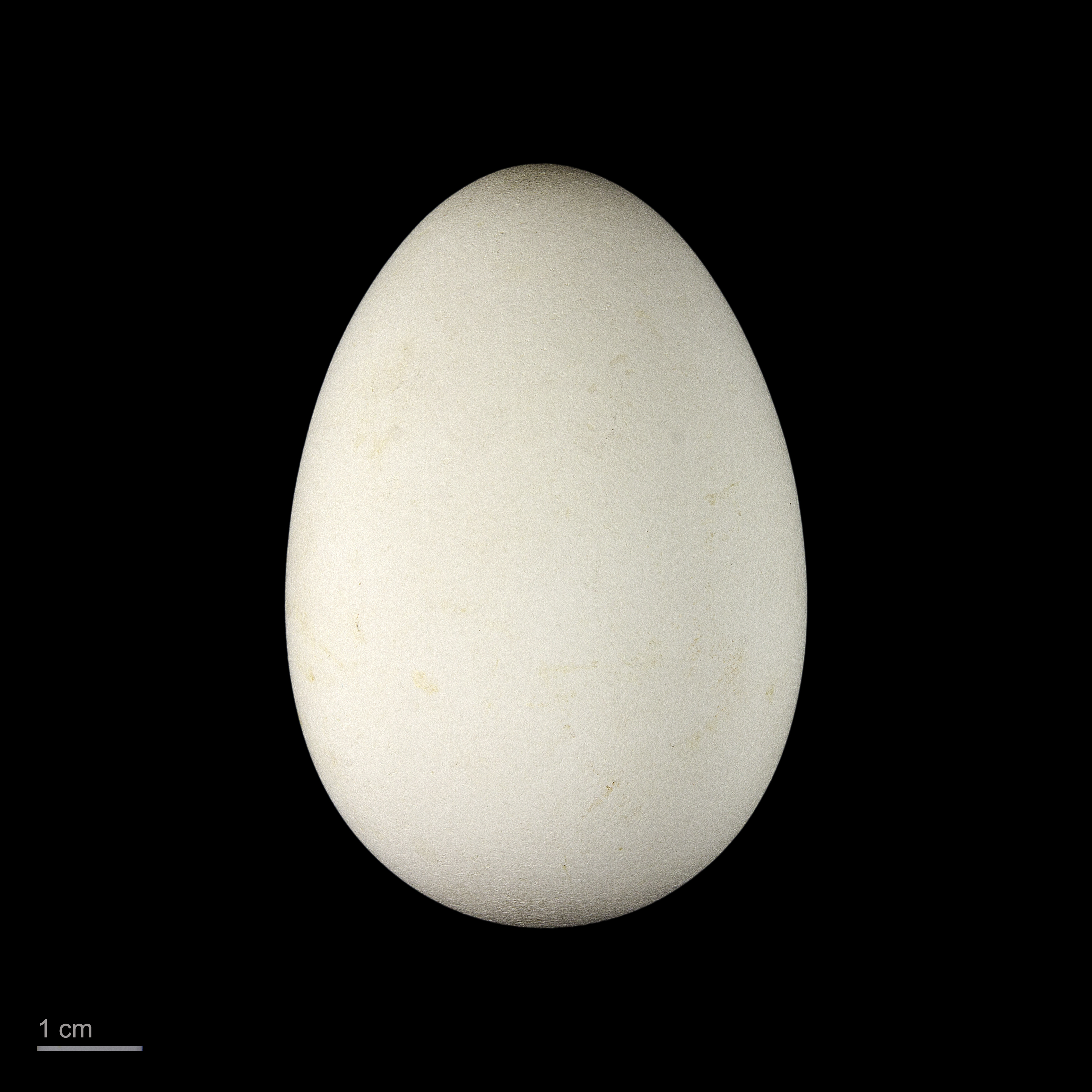
Gulnäbbade lirans ägg.

### Föda och födosök
Gulnäbbad lira äter småfisk, kräftdjur och bläckfisk, ofta liggande på vattnet sänker de ner huvudet under vattnet för att plocka åt sig av den aktivt simmande födan.

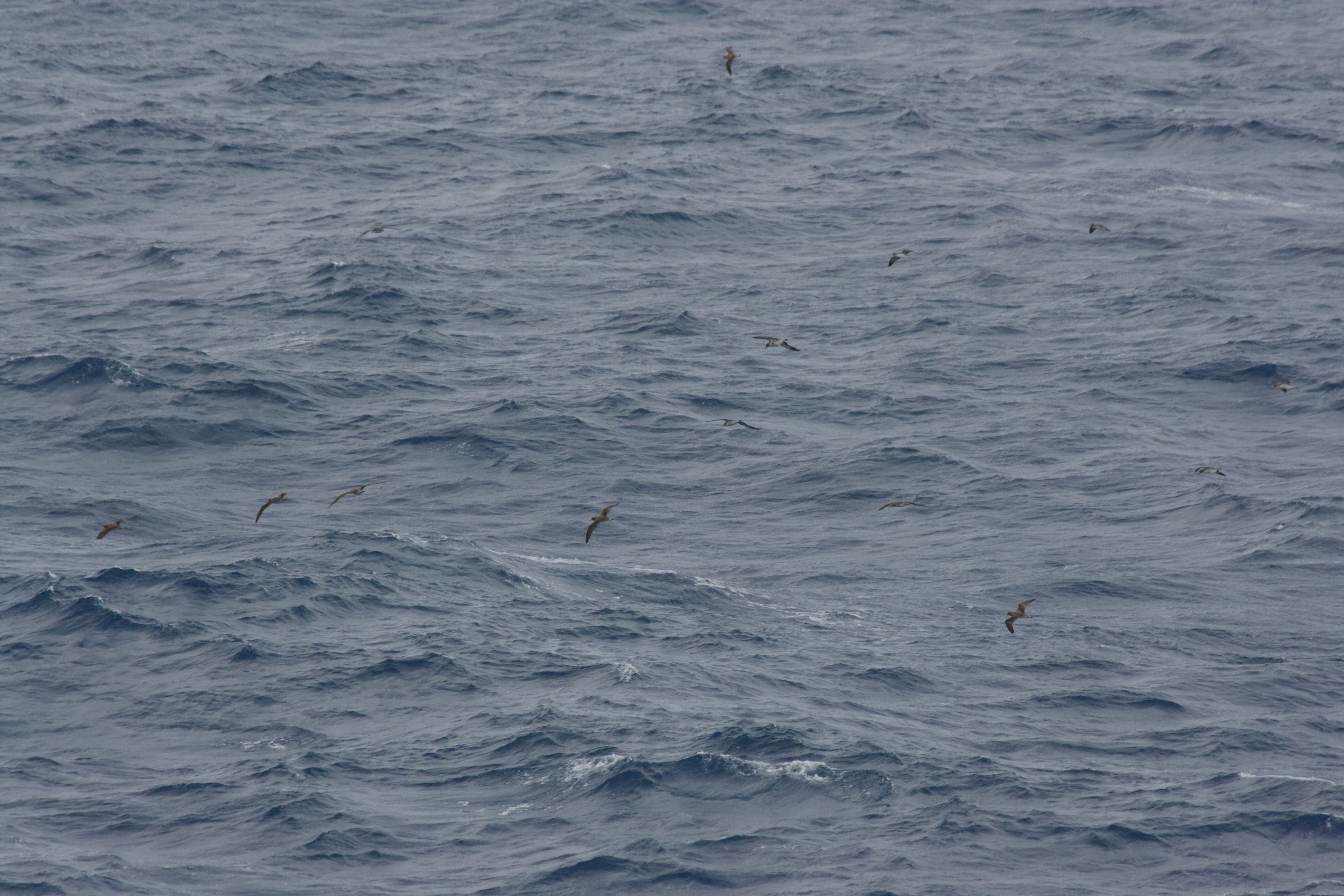
En flock med gulnäbbade liror fotograferade i maj, ungefär 200 nautiska mil utanför Madeira.

## Status och hot
Internationella naturvårdsunionen IUCN kategoriserar gulnäbbad lira som livskraftig. Utvecklingen hos arten är oklar. IUCN bedömer att eftersom den allra största delpopulationen i Azorerna (75% av beståndet) inte visar tecken på någon anmärkningsvärd minskning är det inte heller troligt att arten som sådan kan betraktas som hotad. Världspopulationen uppskattas till 252 000–253 000 par.

## Gulnäbbad lira och människan

### Myter och folktro
Det har föreslagits att komplexet "gulnäbbad lira" är upphovet till det mytiska flygande andeväsendet harpya, som den bland annat beskrivits av Homeros och Vergilius.

### Namn
Äldre vetenskapliga namn är Puffinus diomedea, Puffinus kuhlii, Procellaria diomedea och den har kallats Kuhls lira. Dess engelska namn Cory's shearwater har den fått efter den amerikanske ornitologen Charles B. Cory. Vissa fågelskådare kallar den för gulnäsa.